# Club Athlétique Bizertin (Handball)
Die Handball-Mannschaft des tunesischen Sportvereins Club Athlétique Bizertin (kurz CAB) aus Bizerte trägt seine Heimspiele in der Fatnassi Sporthalle aus, die rund 2000 Zuschauer fasst.  
Ihr bislang größter Erfolg war das Erreichen des Halbfinals im tunesischen Pokal in der Saison 2013/14.